# اونشوگاتا
اونشوگاتا (به ژاپنی: 恩賞方 おんしょうがた)، نهادی بود که در دولت کنمو و شوگون‌سالاری موروماچی تأسیس شد و کار اونشو (پاداش) را انجام می‌داد. این نهاد توسط امپراتور گو-دایگو، که در سال ۱۳۳۳ حکومت شوگون‌سالاری کاماکورا را سرنگون کرد، برای تعمق و تحقیق در مورد کسب اونشو/ انعام یا پاداش تأسیس شد.
اونشو به جوایزی اطلاق می‌شود که ارباب به ملازمان و سامورایی‌ها برای بهره‌برداری‌های نظامی آنها در نبردهایی که قبل از دوره مدرن اولیه رخ داده است، مانند اعطای فیف‌ها یا نامه‌های دولتی، تقدیرنامه‌ها، کالاها، مجوزهای رسمی و توصیه‌هایی برای انتصاب در مناصب دولتی.